# (100031) 1991 FM2
(100031) 1991 FM2 es un asteroide perteneciente al cinturón de asteroides, descubierto el 20 de marzo de 1991 por Henri Debehogne desde el Observatorio de La Silla, Chile.